# SJ X40
De X 40, ook wel Alstom Coradia Duplex genoemd, is een twee- of driedelig dubbeldeks elektrisch treinstel met lagevloerdeel voor het regionaal personenvervoer van de Zweedse spoorwegmaatschappij Statens Järnvägar (SJ).

## Geschiedenis
Het treinstel is uit Coradia Duplex voor de Société nationale des chemins de fer français (SNCF) type Z 24500/26500 door Alstom verder ontwikkeld voor de SJ.

## Constructie en techniek
Het treinstel is opgebouwd uit een aluminium frame. Het treinstel is uitgerust met luchtvering. Het treinstel heeft een zitplaatsindeling van 2 + 2 op een rij.
De trein heeft veel voorzieningen voor lange afstanden:
- Stopcontact 230 volt ~ voor laptop
- Wireless LAN, draadloos internetverbinding

## Treindiensten
De treinen worden in de regio Stockholm ingezet. Tevens rijdt deze trein op het traject:
- Stockholm - Västerås - Örebro - Hallsberg
- Linköping - Stockholm - Gävle
- Stockholm - Eskilstuna - Arboga
- Stockholm - Falun
- Stockholm - Ljusdal
- Stockholm - Västerås - Hallsberg - Skövde - Göteborg

sinds 2011:
- Göteborg - Malmö